# Dicranomyia (Glochina) kaszabi
Dicranomyia (Glochina) kaszabi is een tweevleugelige uit de familie steltmuggen (Limoniidae). De soort komt voor in het Palearctisch gebied.